# Mount Jenkins
Mount Jenkins ist mit 1705 m der höchste Berg der Sweeney Mountains im Osten des westantarktischen Ellsworthlands. Er ragt 11 km nordöstlich des Mount Edward auf.
Entdeckt und fotografiert wurde der Berg bei der US-amerikanischen Ronne Antarctic Research Expedition (1947–1948). Der United States Geological Survey kartierte ihn anhand eigener Vermessungen und mittels Luftaufnahmen der United States Navy zwischen 1961 und 1967. Das Advisory Committee on Antarctic Names benannte den Berg 1968 nach W. H. Jenkins, Hospital Corpsman auf der Amundsen-Scott-Südpolstation im antarktischen Winter 1963.